# Wittefietsenplan

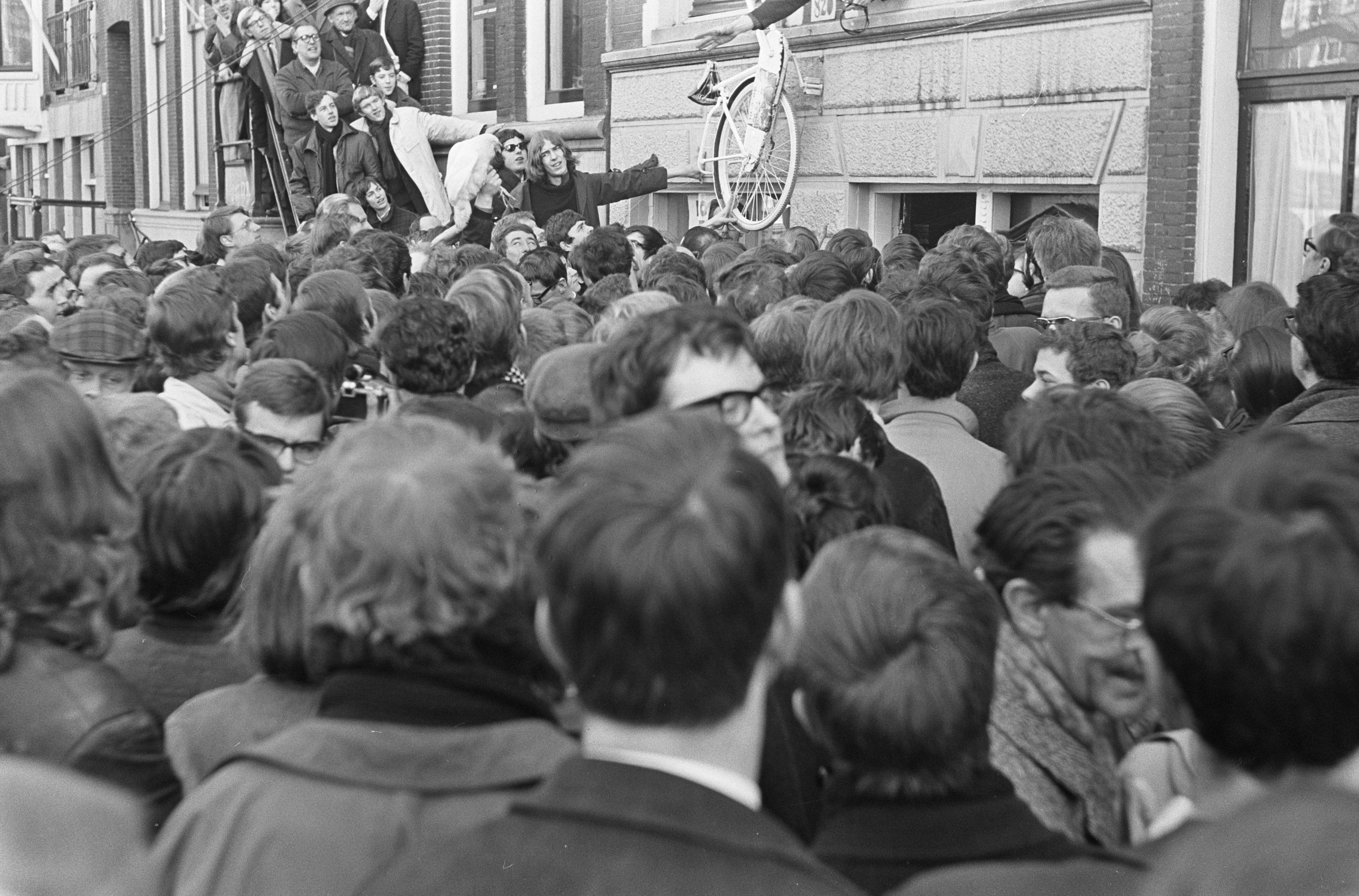
Openingsceremonie van de tentoonstelling 'Omdat mijn fiets daar stond' in 1966 met een witte fiets als icoon

Het wittefietsenplan was een plan  uit 1965 om in Amsterdam een fietsdeelsysteem te introduceren waarbij gratis witte fietsen in collectief eigendom in de stad geplaatst zouden worden.
Het was een van de vele witte plannen die Provo dat jaar presenteerde. Het was bedoeld om de 'asfaltterreur van de gemotoriseerde bourgeoisie' aan te pakken. Op 28 juli werd een pamflet ("PROVOKATIE nr. 5") uitgedeeld tijdens de wekelijkse happening van Robert Jasper Grootveld bij Het Lieverdje. De eerste witte fiets - een exemplaar dat ter plekke werd witgeschilderd - werd meteen door de politie in beslag genomen omdat er geen slot op zat.
In 1967 kwam provo Luud Schimmelpennink in de Amsterdamse gemeenteraad. Hij presenteerde toen zijn plan voor witte fietsen. In Amsterdam zouden gratis te gebruiken fietsen beschikbaar moeten komen, zonder slot, die collectief bezit zouden zijn. Schimmelpennink dacht in eerste instantie aan tweeduizend stuks. Om ze te onderscheiden van gewone fietsen zouden ze wit worden geschilderd. 
In feite werd hiermee een reeds bestaande situatie gelegaliseerd. In Amsterdam werden veel fietsen gestolen voor een kort ritje, ergens achtergelaten en opnieuw gestolen. Veel van deze weesfietsen verdwijnen uiteindelijk in een gemeentelijk depot. Schimmelpennink stelde dan ook voor om de weesfietsen - waarvan de eigenaar niet gevonden kon worden - op te knappen en wit te schilderen.
De gemeenteraad voelde er weinig voor, en het plan ging niet door. Schimmelpennink stortte zich hierna op het ontwikkelen van de witkar, een elektrisch aangedreven driewieler die door deelnemers aan het project op een depot kon worden gehuurd voor een ritje naar een ander depot.

## Proef in 2000
In 2000 werd in Amsterdam een nieuwe proef gedaan met witte fietsen, depo genaamd. Ook dit project kwam uit de koker van Schimmelpennink. De fietsen, van een zeer afwijkend model, konden uit een automatisch beheerde stalling worden geleend door een aangepaste giropas (Chipper) in te voeren in de terminal van de stalling. De proef, waarin het Gemeentevervoerbedrijf Amsterdam (GVB) en de Postbank participeerden, werd na enkele maanden gestaakt. Doordat de stallingen niet sterk genoeg waren, werden veel fietsen gestolen. Plannen voor een sterker type stalling werden door het GVB afgewezen. Het aantal stallingen was bovendien te klein om de proef te laten slagen.

## Proef in 2006

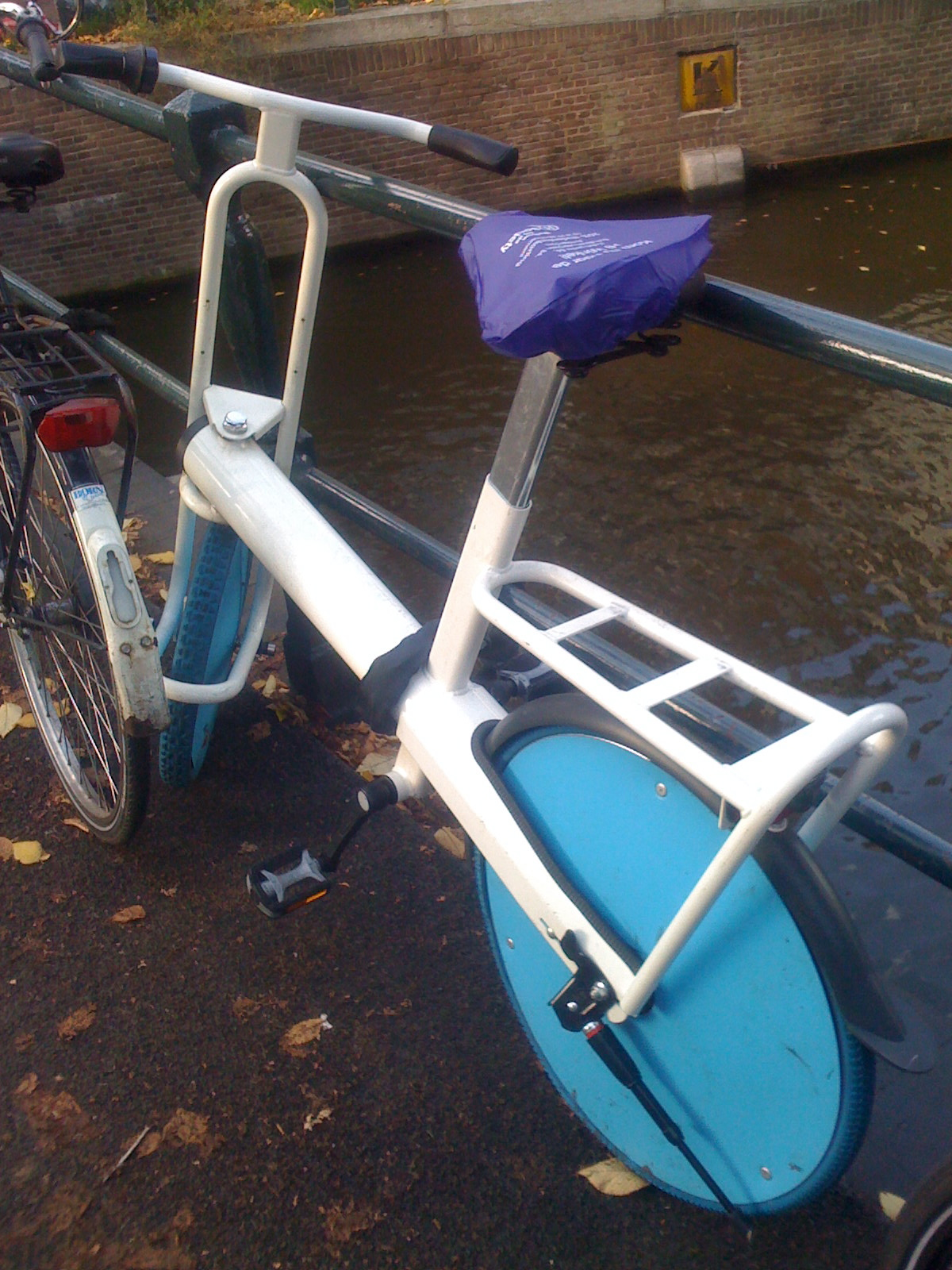
Depo fiets

Anno 2006 vond in Amsterdam opnieuw een proef plaats in samenwerking met OV-fiets. Naar aanleiding van deze proef zijn er extra huurlocaties voor de OV-fiets in de binnenstad gekomen.

## Navolging

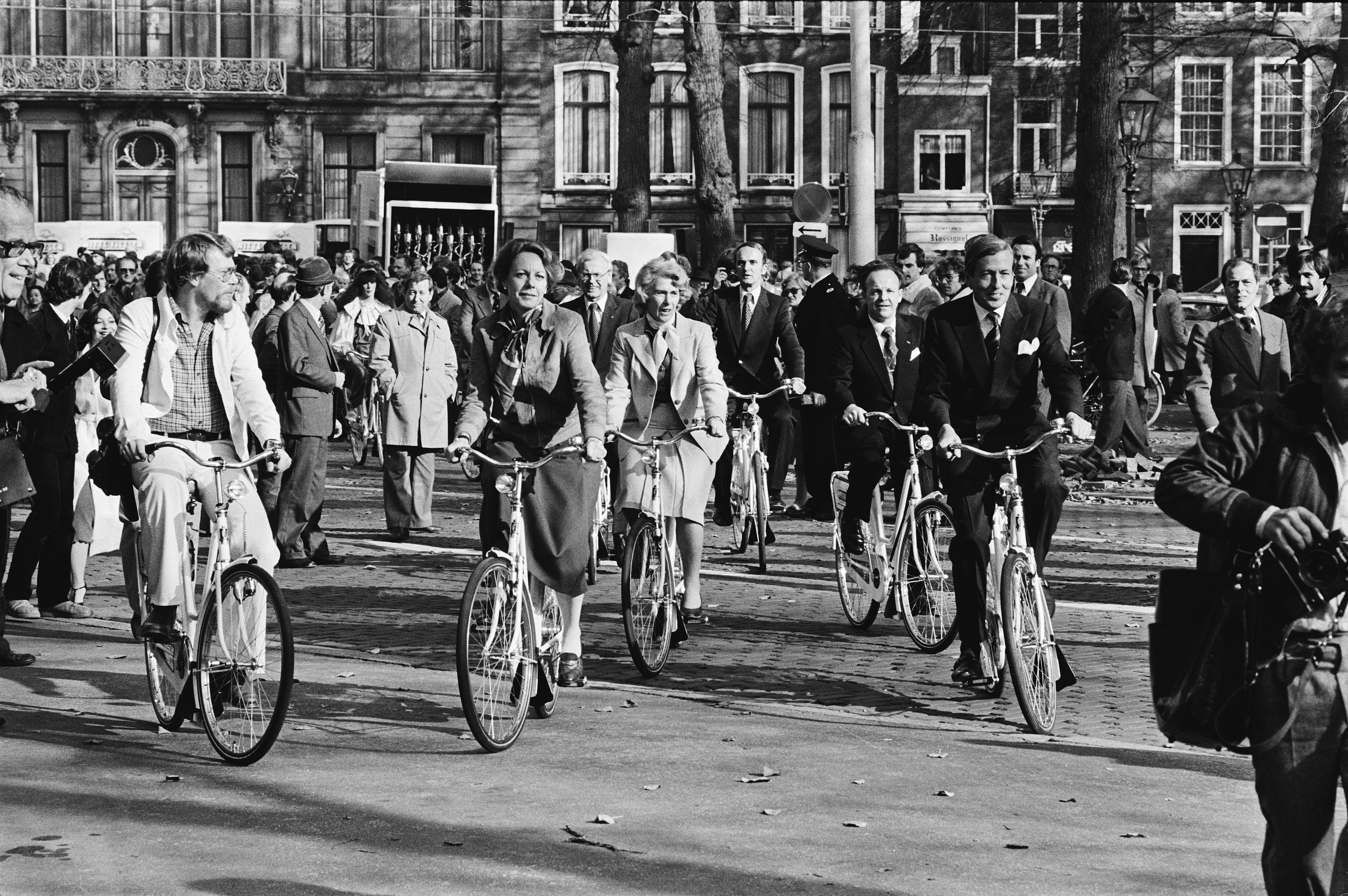
Prins Claus en minister Kroes op een fiets van het "Witte Fietsenwagenplan" van de ANWB en de Nederlandse Hartstichting in 1979

### Hoge Veluwe

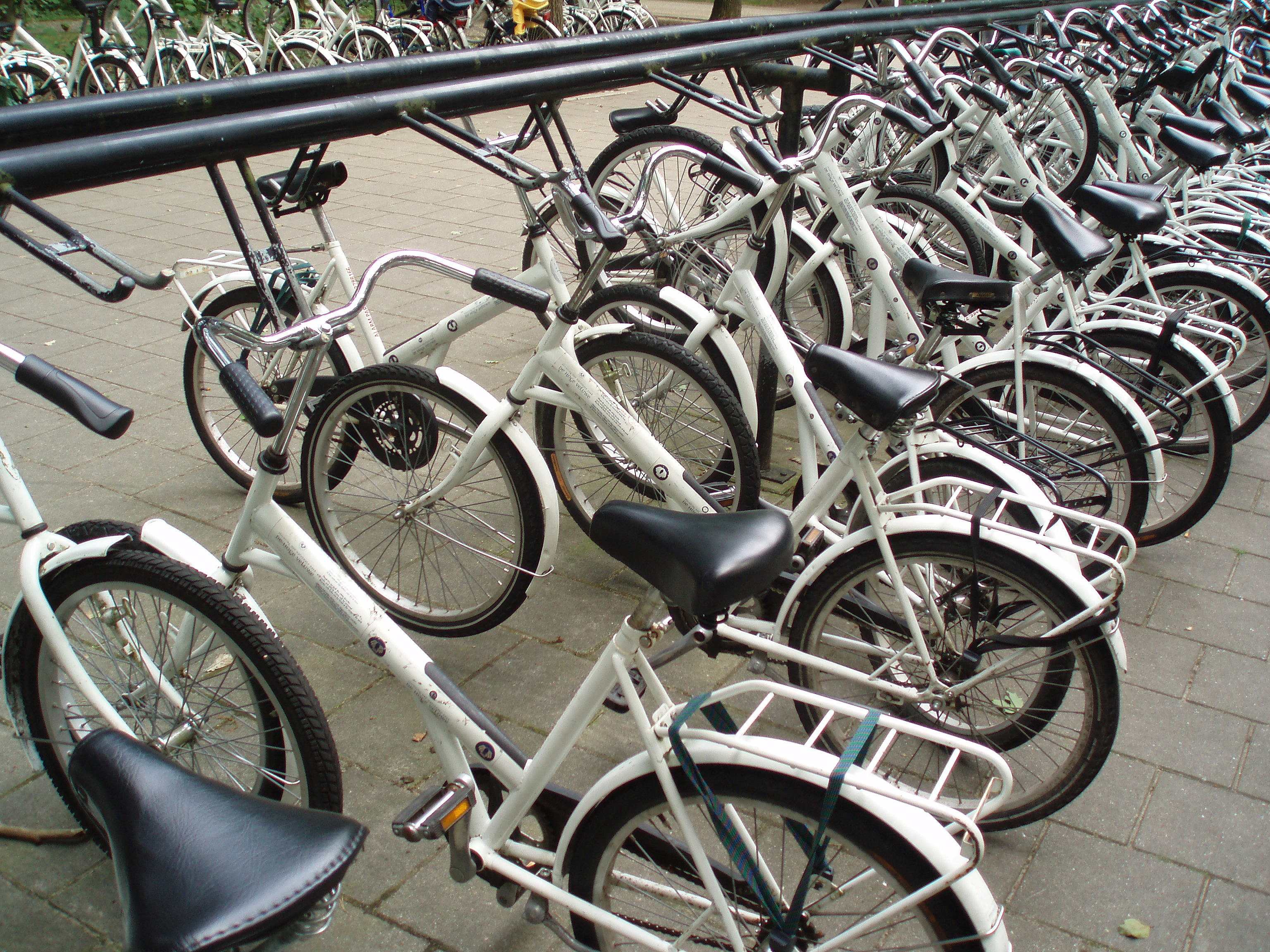
Witte fietsen op de Veluwe

Nationaal Park De Hoge Veluwe heeft enkele depots met witte fietsen. De fietsen mogen gratis worden gebruikt. Ze hebben geen slot en mogen het park niet verlaten. Doordat is gekozen voor een afwijkend model fiets en de Hoge Veluwe een afgesloten terrein is, is het aantal diefstallen gering. De Hoge Veluwe begon in 1974 met 50 stuks. Anno 2014 bezat het park 1800 witte fietsen, waaronder een aantal witte kinderfietsen.

### Open Stal
Gedurende de Open Stal kunstmanifestatie in het Friese Oldeberkoop worden witte fietsen gratis beschikbaar gesteld voor bezoekers. De fietsen zijn enkel bedoeld voor het afleggen van de afstand tussen de exposities.

### Trivia
- Het nummer My white bicycle (1967) van Tomorrow gaat over het wittefietsenplan.